# RunZ
RunZ（ランズ）は、スタジオ・ランタイム（ランタイムミュージックエンタテインメントが運営する芸能スクール）の女子生徒10人で結成されたグループ。

## 概要
2003年2月1日 - 6月21日に北海道文化放送で放送されたTV番組『ぞーんぽた〜じゅ』にレギュラー出演し、メイン出演者のZONE（TAKAYO・MIYU・MIZUHO・MAIKO）のアシスタントとして、いわゆる雛壇や、「ZONE勝手にランキ〜ン」コーナーで外ロケVTR出演などを担当した。
呼称は、RunTimeの“Run”と、複数形の“s”およびZONEの“Z”に由来すると思われる。
のちにRunZ出身者を主体に結成されたバンドRED WORKER'zは、当初バンド名未発表で活動していたため、RunZバンドと俗称されたことがある。なお、RunZが番組などで着ていた、真っ赤な衣装からRED WORKER'zが名づけられたとの由来説があるが、公式に発表された由来ではない。

## メンバー
50音順。詳細な個人データはのちの所属ユニットの項目を参照。
| 名前   | 本名       | 生年月日       | RunZ以降の活動                          |
| ------ | ---------- | -------------- | --------------------------------------- |
| あいか | 平野愛華   | 1989年10月8日  | AIKA (RED WORKER'z) 愛華（MARIA）       |
| あさみ | 松永あさみ | 1988年         |                                         |
| あゆか | 奈良安由加 | 1986年9月11日  | AYUKA (RED WORKER'z) あゆか（MARIA）    |
| つぐみ | 相馬亜美   | 1986年2月8日   | TSUGUMI (RED WORKER'z)                  |
| ともか | 西村朝香   | 1986年9月19日  | TOMOKA(ZONE)                            |
| ひとみ | 龍川瞳     | 1985年10月18日 | TATTSU (RED WORKER'z) MARIA（MARIA）    |
| みさこ | 陶山美紗子 | 1984年5月18日  | みさこ（鈴の音） 美紗子（h.m.m（ZAQ）） |
| みや   | 境田未弥   | 1989年         |                                         |
| りか   | 安藤理加   | 1989年4月11日  |                                         |
| れいな | 日下鈴菜   | 1990年2月26日  | REINA (RED WORKER'z) れいな（MARIA）    |